# کیمساقوچا (آپوریماک)
کیمساقوچا (به اسپانیایی: Kimsaqucha) یک کوه در پرو است که در Peru, Apurímac Region واقع شده‌است. کیمساقوچا ۵٬۰۰۰ متر بالاتر از سطح دریا واقع شده‌است.